# عبد الله عمار
عبد الله عمار (مواليد 8 مايو 1998) هو لاعب كرة قدم كويتي محترف يلعب في مركز الظهير الأيمن لنادي العربي ونادي الكويت.

## مسيرته بالنادي
شارك عبد الله لأول مرة في موسم 2016-2017 قادماً من نظام الشباب بالنادي العربي. وكان بديلاً في معظم مواسمه القليلة الأولى. يلعب بانتظام بدءًا من كأس الاتحاد الآسيوي 2022. لقد كان له دور فعال في الأداء المحلي القوي للعربي، مما ساعد النادي على تأمين ألقاب متعددة في الدوري الكويتي الممتاز وكأس ولي العهد وكأس الأمير المعروف بحضوره الدفاعي القوي.
في نهاية موسم 2023-24، ظهر جديد مفاده أن عبد الله لن ينضم إلى جولة ما قبل الموسم للنادي بسبب تأخره في دفع راتبه من الموسم السابق، وتم النظر في إنهاء عقده وسط إجراءات قانونية. مع العودة قريبًا إلى الفريق بعد الموافقة على الاستمرار.

## مسيرته الدولية
شارك لأول مرة مع منتخب الكويت الأول في 12 يونيو 2023، في مباراة ودية فاز فيها المنتخب الكويتي على زامبيا بنتيجة 0-3. ثم شارك رسميًا لأول مرة بعد ذلك بوقت قصير، في 21 يونيو 2023، خلال مباراة كأس جنوب آسيا ضد نيبال، حيث ساهم في تحقيق الفوز بنتيجة 1-3، وشارك أيضًا في تصفيات كأس العالم 2026.

## الأهداف الدولية
قائمة الأهداف والنتائج لمنتخب الكويت أولاً.
| لا. | تاريخ          | مكان                      | الخصم     | نتيجة | نتيجة | مسابقة                                |
| --- | -------------- | ------------------------- | --------- | ----- | ----- | ------------------------------------- |
| 1.  | 1 يوليو 2023   | ملعب سري كانتيرافا، الهند | بنغلاديش  | 1–1   | 1–0   | بطولة اتحاد جنوب آسيا لكرة القدم 2023 |
| 1.  | 11 سبتمبر 2023 | ملعب السبعات، دبي         | قرغيزستان | 1–3   | 1–1   | ودي                                   |

## الأوسمة
العربي
- الدوري الكويتي الممتاز: 1

2020–21
- كأس أمير الكويت: 1

2019–20
- كأس ولي عهد الكويت: 2

2021–22، 2022–23
- كأس السوبر الكويتي: 1

2021